# Mount Ann Park
Mount Ann Park ist die Bezeichnung eines 87 Acres (35,2 ha) großen Naturschutzgebiets in der Nähe von Gloucester im Bundesstaat Massachusetts der Vereinigten Staaten. Es wird von der Organisation The Trustees of Reservations verwaltet, ist jedoch nicht öffentlich zugänglich.

## Schutzgebiet
Das Schutzgebiet besteht im Wesentlichen aus dicht bewachsenen Waldflächen, in denen Weymouth-Kiefern, Eichen, Ahorne, Buchen, Birken und Hemlocktannen gedeihen. Der höchste Punkt wird von einem abgerundeten Felsen gebildet, der geologisch als Aufschluss entstand und aus Granit besteht. Von dort besteht eine gute Sicht auf die Seen Haskell Pond und Dykes Pond, die Gloucester mit Trinkwasser versorgen. Ebenso sind der Hafen von Gloucester im Süden und der Strand Crane Beach im Norden zu sehen.
Das zunächst frei zugängliche Gebiet wurde im Zuge des Baus der Massachusetts Route 128 in den 1950er Jahren von der einzigen bestehenden Zugangsmöglichkeit abgeschnitten, da die anderen Seiten des Schutzgebiets entweder Teil des hydrologischen Einzugsgebiets der Stadt Gloucester sind oder an Privatgrundstücke grenzen. Die Trustees bieten allerdings unregelmäßig geführte Wanderungen im Schutzgebiet an.
Das Schutzgebiet wurde 1897 auf der Basis einer Schenkung der Brüder von Henry David Minot, der bereits im Alter von 17 Jahren das Buch The Land Birds and Game Birds of New England schrieb und noch in jungen Jahren verstarb, an die Trustees eingerichtet und in den folgenden Jahrzehnten mehrfach – zuletzt 1963 – erweitert.